# 에부 애덤스
에브리마 애덤스(영어: Ebrima Adams, 1996년 1월 15일 ~ )는 감비아의 축구 선수로, 포지션은 수비형 미드필더이다. 현재 EFL 챔피언십의 더비 카운티와 감비아 국가대표팀에서 활약하고 있다.
그는 내셔널리그의 다트퍼드에서 선수 생활을 시작하였으며, 월턴 캐주얼스에 임대되어 정기적으로 경기에 출전하면서 풋볼 리그 구단들의 관심을 받기 시작했다. 애덤스는 2016년 2월, 노리치 시티에 입단했으며, 내셔널리그의 브레인트리 타운과 EFL 리그 원 소속의 슈루즈베리 타운, 그리고 내셔널리그의 레이턴 오리엔트 등에서 임대 생활을 이어갔다.
2018년 6월, 애덤스는 내셔널리그 소속의 엡스플리트 유나이티드와 계약을 맺었으며, 1년 동안 팀에 머문 뒤 2019년 6월, EFL 리그 투의 포리스트 그린 로버스로 이적하며 리그 축구에 복귀했다. 그는 2021–22년 시즌 팀의 리그 투 우승에 중요한 역할을 했다.
2022년 5월, 애덤스는 EFL 챔피언십 소속의 카디프 시티와 3년 계약을 체결했으나, 부상 두 차례로 인해 2022–23년 시즌 전체를 결장하면서 데뷔는 1년을 미뤄야 했다. 2024년 1월, 애덤스는 리그 원의 더비 카운티로 임대 이적하여 팀의 챔피언십 승격에 기여하였으며, 이적은 2024년 7월에 완전 이적으로 전환되었다.
2017년 11월, 애덤스는 감비아 국가대표팀에 처음으로 발탁되었다. 잉글랜드에서 태어난 그는 부모를 통해 감비아 대표 자격을 얻었으며, 모로코 B팀과의 경기에서 데뷔 전을 치렀다.

## 어린 시절
애덤스는 그리니치에서 태어나 존 로언 학교를 다녔다. 그는 서트클리프 레인저스 FC에서 유소년 축구를 시작했으며, 15세의 나이에 다트퍼드 유소년 팀에 합류했다. 2012년 8월에는 다트퍼드 아카데미로 승격되었다.

## 구단 경력

### 노리치 시티
2016년 2월 1일, 애덤스는 이적료 비공개 조건으로 18개월 계약을 체결하며 노리치 시티에 입단했다. 이는 다트퍼드 역사상 최고 이적료 기록이었다. 그는 곧바로 U-23 팀에 합류했으며, 세르히오 로메로, 필 존스, 멤피스 데파이가 포함된 맨체스터 유나이티드 팀과의 경기에서 0–7로 패한 데뷔 전을 치렀다.
이후 애덤스는 첼시, 맨체스터 시티, 토트넘 홋스퍼 등 강팀을 상대로 프리미어리그 2 경기를 치르며 프로 무대에서의 어려운 출발을 경험했다. 그는 시즌을 프리미어리그 2 출전 9경기, 어시스트 1개로 마무리했다.
애덤스는 2016년 11월, EFL 트로피에서 밀턴킨스 던스를 상대로 팀의 4–1 승리를 완성하는 득점을 기록하며 노리치 시티 입단 후 첫 골을 넣었다. 2017년 3월 6일에는 뉴캐슬 유나이티드와의 프리미어리그 2 경기에서 결승골을 터뜨리며 해당 시즌 첫 리그 득점을 올렸다.

### 엡스플리트 유나이티드
2018년 6월 1일, 애덤스는 내셔널리그 소속의 엡스플리트 유나이티드에 합류했다.

### 카디프 시티
2022년 5월 13일, 애덤스가 EFL 챔피언십 소속의 카디프 시티와 3년 계약을 맺고 7월 1일부로 합류할 것이라고 발표되었다. 그러나 그는 2022년 7월, 케임브리지 유나이티드와의 프리시즌 첫 친선 경기에서 출전 10분 만에 대흉근 건이 완전히 파열되는 부상을 입으며 시즌을 시작도 전에 마감했다. 그는 6개월 뒤 복귀할 예정이었으나, 이후 무릎 부상을 당하면서 1군 데뷔 없이 시즌 전체를 결장하게 되었다.
애덤스는 2023년 8월 6일, 리즈 유나이티드와의 경기에서 조 랄스를 대신해 전반 31분 교체 출전하며 카디프 시티 데뷔 전을 치렀고, 2023–24년 시즌 동안 총 13경기에 출전했다.

## 국가대표팀 경력
잉글랜드에서 감비아 출신 부모 사이에서 태어난 애덤스는 2017년 11월, 모로코 B팀과의 경기에서 감비아 국가대표팀 데뷔 전을 치렀다. 그는 감비아의 첫 대륙 대회 출전이었던 2021년 아프리카 네이션스컵에 참가하여 팀의 8강 진출에 기여했다.